# أو فيلودروم
أو فيلودروم (بالفرنسية: Au Vélodrome)، المعروفة أيضًا باسم At the Cycle-Race Track Le cycliste. هي لوحة للفنان والمنظر الفرنسي جان ميتسينجر يوضح العمل الأمتار النهائية لسباق باريس-روبيه ويصور الفائز به عام 1912 تشارلز كروبيلانت، لوحة الفنان ميتسينجر هي الأولى في الفن الحداثي التي تمثل حدثًا رياضيًا محددًا و بطله. 

## روابط خارجية
- صفحة دخول Jean Metzinger Catalog Raisonné لـ Au Vélodrome
- كتيب، مجموعة بيجي جوجنهايم ، النص بقلم لوسي فلينت ; المفهوم والاختيار، توماس م. ميسر، نشره أبرامز عام 1983 في نيويورك
- يوتيوب، ركوب الدراجات، المستقبل التكعيبي والبعد الرابع. جان ميتسينجر في مضمار سباق الدراجات . يقدم إيراسموس ويديجن معرض ركوب الدراجات والمستقبلية المكعبة والبعد الرابع. جان ميتسينجر في مضمار سباق الدراجات الهوائية . مجموعة بيجي غوغنهايم، 9 يونيو - 16 سبتمبر 2012
- يقدم إيراسموس ويديجن عرض Ciclismo وCubo-Futurismo وQuarta Dimensione. الفيلودرومو لجان ميتسينجر . Collezione Peggy Guggenheim، 9 يونيو - 16 سبتمبر 2012 (الإيطالية)
- كتالوج المعرض، صالون القسم الذهبي ، 1912. أوراق والتر باخ، أرشيف الفن الأمريكي، مؤسسة سميثسونيان.
- غيوم أبولينير، Les Peintres Cubistes ( الرسامون التكعيبيون ) ، 1913، (ترجمة وتحليل بيتر ف. ريد، مطبعة جامعة كاليفورنيا، 25 أكتوبر 2004 - 234 صفحة).